# Витко Бабаков
Витко Василев Бабаков е български художник-живописец, пейзажист. Един е от основателите на Дружеството на южнобългарските художници.
В периода 1926 – 1929 г. Бабаков, заедно с пловдивските художници Цанко Лавренов и Данаил Дечев, прави шест съвместни изложби (1926 – 1929), наред с участието си и в други Общи художествени изяви. През 1912 г. на организирана от Григор Савов изложба са поканени да участват всички художници от Южна България, като Витко Бабаков един от шеснадесетте автори, основали дружеството. При учредяването той е избран за творчески секретар на новата организация.
Брат му, Стою, през Първата световна война загива на фронта като офицер, в 60-и пехотен полк.

## Творби
- „Куршум – хан“
- „Зимен пейзаж“ (1920)
- „Историческата църква с.Батак“ (1921)
- „Леносъбирачки“ (1928)
- „На черковище“ (1928)
- „Джумаята“ (1928)

### В ХГ Пловдив
- „Областно събрание“
- „Черно море“
- „Река Марица“
- „На паша“
- „Тъга“